# کمودور سی‌بی‌ام-۲
کمودور سی‌بی‌ام-۲ (به انگلیسی: Commodore CBM-II) یک مدل از سری رایانه‌های شخصی ۸-بیت بود که توسط شرکت کمودور اینترنشنال در سال ۱۹۸۲ به عنوان دنباله رو سری کمودور پی‌ای‌تی تولید گردید. این رایانه دارای طول عمر بسیار کوتاهی بود.

## توصیف تکنیکی سیستم
کمودور سی‌بی‌ام-۲ در دو مدل به بازار عرضه شد: سری P برای استفاده شخصی یا خانگی و سری B جهت استفاده تجاری. مدل hi-profile  سری B همراه با یک نمایشگر داخلی سیاه و سفید و صفحه کلید جدا تولید می‌شد، یک مدل lo-profile هم از سری B وجود داشت که بدون نمایشگر و همراه با یک صفحه کلید توکار به کاربران عرضه می‌شد. این سیستم به دلیل شکل خاص خود به "پی‌ای‌تی پورشه" معروف گردیده بود.
سری P مانند کمودور ۶۴ دارای تراشه ویدئویی VIC-II می‌باشد که توانایی ایجاد صفحه نمایش رنگی ۴۰ ستون را دارا می‌باشد. سری P همچنین دارای دو درگاه استاندارد جوی استیک می‌باشد. سی پی یو ۶۵۰۹ در سری P در سرعت ۱ مگاهرتز کار می‌کند.
سری B از تراشه ویدئویی 6545 CRTC استفاده می‌کند که خروجی آن به صورت سیاه و سفید ۸۰ ستونی است و برای فعالیت‌های تجاری و پردازش متون بسیار مناسب تر می‌باشد. اغلب مدل‌ها دارای تراشه موتورولا 68B45 می‌باشند که از نظر پین‌های اتصال، سازگارتر از تراشه ام‌اواس 6545A1 با سرعت ۲ مگاهرتز هستند. سی پی یو سری B (تراشه ۶۵۰۹) در سرعت ۲ مگاهرتز کار می‌کند.
موارد مشترک در سری P و B شامل تراشه ام‌اواس ۶۵۰۹ به عنوان سی پی یو، یک نسخه بهبود یافته از تراشه ۶۵۰۲ که سیستم را قادر به آدرس دهی تا ۱ مگابایت حافظه رم از طریق بانک سوئیچ می‌نماید (با این حال هیچ رایانه CBM-II با ۱ مگابایت تولید نشد، بیشترین میزان حافظه ۲۵۶ کیلوبایت برای این سیستم بود.) تراشه صوتی مشترک در هر دو سری، 6581 SID بود که دقیقاً مشابه تراشه به کار رفته در رایانه مشهور کمودور ۶۴ می‌باشد (البته با محدودیت سرعت ۲ مگاهرتز). رایانه CBM-II دارای یک درگاه استاندارد سریال RS-232 و یک درگاه موازی IEEE-488 می‌باشد (جهت استفاده از چاپگر و گرداننده فلاپی دیسک، درست به مانند سری رایانه کمودور پی ای تی). سیستم عامل داخلی CBM-II نسخه پیشرفته‌ای از کمودور بیسیک ۴ می‌باشد.
با اضافه کردن اختیاری یک برد گسترش شامل کمک پردازنده اینتل ۸۰۸۸، این رایانه قادر به اجرای سیستم عامل CP/M-86 نسخه ۱٫۱ و ام‌اس-داس ۱٫۲۵ می‌باشد، با وجود این که این رایانه کوچک بود و اصلاً با رایانه‌های آی بی ام سازگاری نداشت، نرم‌افزارهای تحت داس به خوبی بر روی آن اجرا می‌شد. البته این نکته لازم به ذکر است که که این برد گسترش همراه با کمک پردازنده اینتل، فقط در سری high-profile رایانه CBM-II قابل استفاده بود.

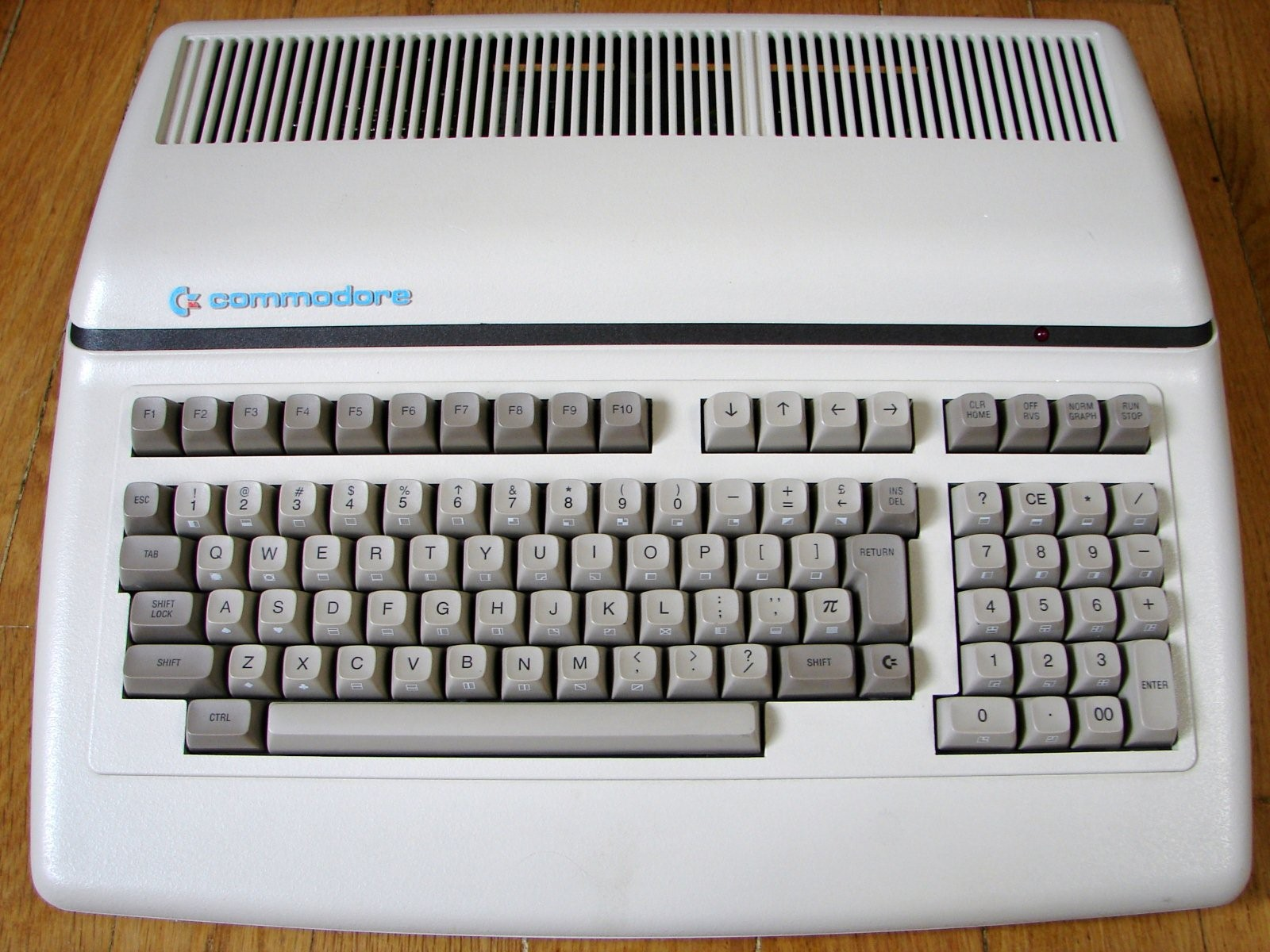
یک دستگاه کمودور CBM 610، نسخه اروپایی کمودور B128

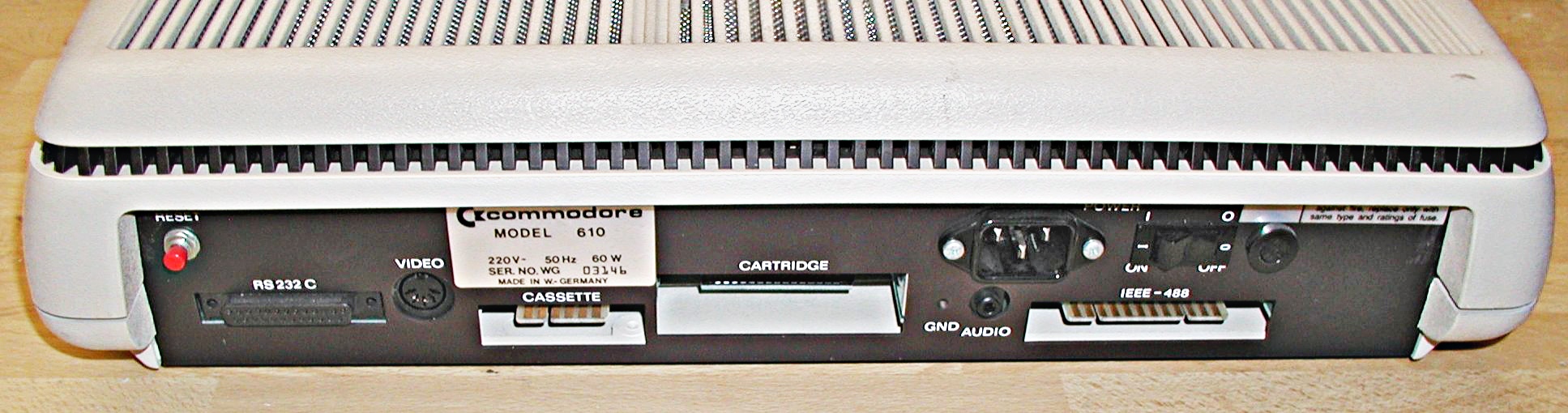
کانکتورهای پشت کامپیوتر CBM 610 شامل: دکمه بازنشانی، RS-232، کانکتور گرداننده کاست، کارتریج ۴۴-پین، اتصال زمین، صدا، منبع نیرو، IEEE-488، دکمه پاور و فیوز

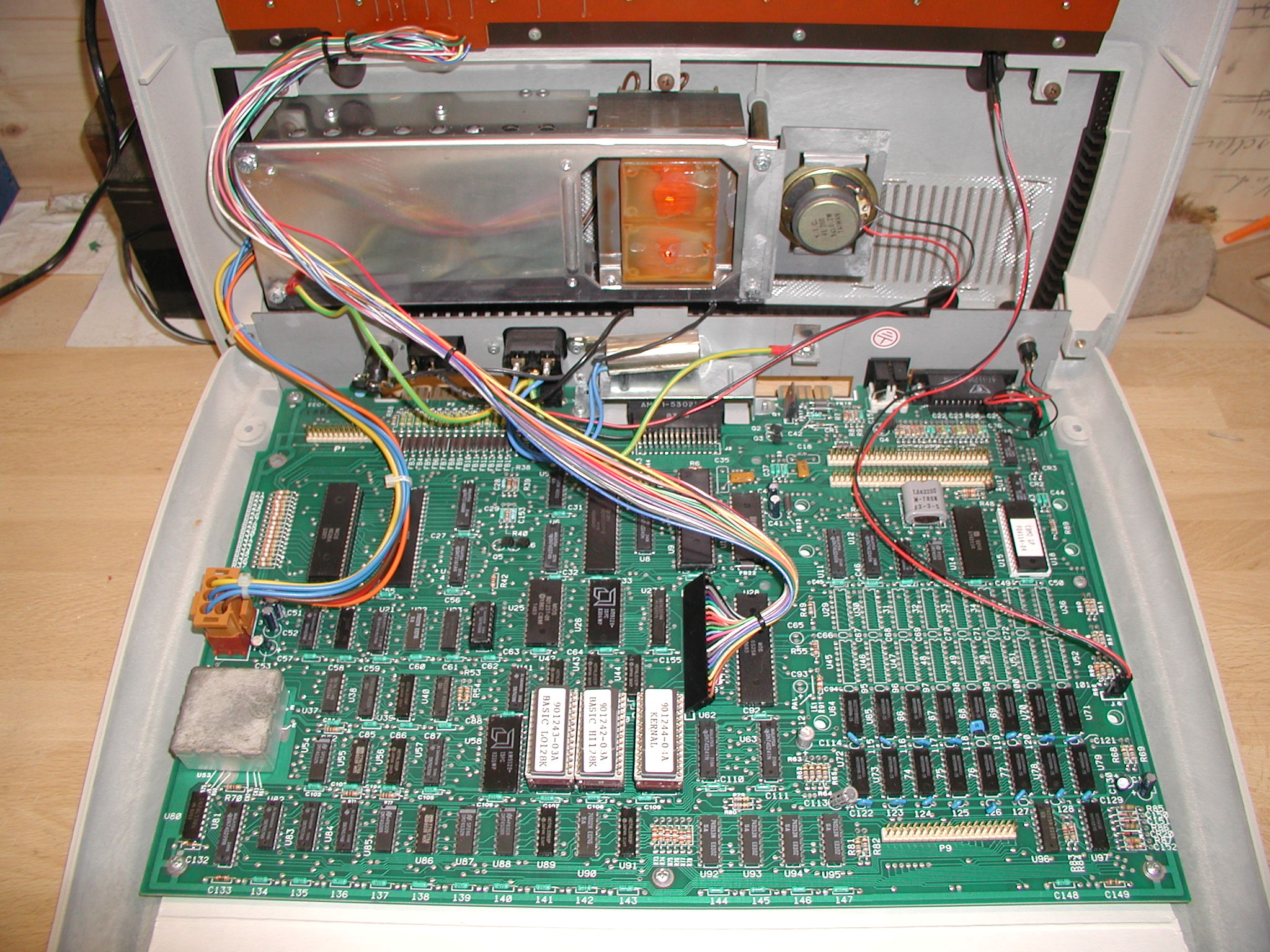
مادربورد و منبع نیروی یک CBM 610

نام محصول تولیدی در ایالات متحده امریکا و کانادا B128/B256 و CBM128-80/CBM 256-80 بود، در حالی که در اروپا با نام سری ۶۰۰ و ۷۰۰ شناخته می‌شد (بدون حرف B در ابتدای شماره مدل). سری P نیز در سطح جهان با عنوان سری ۵۰۰ شناخته می‌شد.
| مدل | حافظه رم     | کمک پردازنده      |
| --- | ------------ | ----------------- |
| 610 | ۱۲۸ کیلوبایت |                   |
| 620 | ۲۵۶ کیلوبایت |                   |
| 630 | ۲۵۶ کیلوبایت | کارت کمک پردازنده |
| 710 | ۱۲۸ کیلوبایت |                   |
| 720 | ۲۵۶ کیلوبایت |                   |
| 730 | ۲۵۶ کیلوبایت | کارت کمک پردازنده |

## تاریخچه
با محبوبیت رایانه کمودور ۶۴، سری P قبل از عرضه به بازار در آمریکا، کنسل شد، با این حال تعداد کمی از فروشندگان که موفق شده بودند نسخه پیش تولیدی را تهیه کنند، اقدام به فروش آن‌ها نمودند. این رایانه‌ها مجوز کمیسیون ارتباطات فدرال را نداشتند و به همین دلیل شرکت کمودور دچار مشکلات قانونی گردید. دستگاه‌های فروخته شده از طرف کمودور جمع آوری و نابود گردیدند، اما با تمام این احوال هنوز تعداد بسیار کمی از این سیستم‌ها در کلکسیون شخصی بعضی از افراد وجود دارند. سری P500 در اروپا به صورت کاملاً تجاری در بازار عرضه شد اما فروش بسیار کمی در آن منطقه داشت.
اغلب رایانه‌های سری B از نوع low-profile بودند و با نام B128 شناخته می‌شدند (در اروپا CBM 610 نامیده می‌شدند). این رایانه‌ها دارای ۱۲۸ کیلوبایت حافظه رم بود. مدل B128 فروش خوبی نداشت و به همین دلیل شرکت کمودور تمام حقوق فروش این دستگاه را به شرکت Protecto Enterprises واگذار کرد این شرکت یک فروشگاه پستی بود که در شیکاگو قرار داشت و جهت فروش این سیستم، اقدام به تبلیغات در مجله‌های مختلف کامپیوتری برای سال‌های متمادی نمود. این محصول به صورت بسته‌هایی که شامل یک چاپگر، یک نمایشگر و یک گرداننده دوطرفه فلاپی دیسک بود، تبلیغ و به فروش می‌رسید. 
شرکت کمودور پس از توقف تولید سری CBM-II اقدام به انتشار جزوه‌های مستند، شماتیک و تمام اطلاعات مربوط به این رایانه در «گروه کاربران B128 شیکاگو» نمود.
بر طبق این مستندات منتشر شده، یک مادربورد پیش تولیدی با تراشه اینتل ۸۰۸۸ در حال طراحی بود که قرار بود با رایانه‌های آی بی ام سازگار باشد.
«گروه کاربران B128 شیکاگو» اقدام تهیه یک کتابخانه از نرم‌افزارهای مختلف برای انواع رایانه‌ها نمودند. این کتابخانه بزرگ نرم‌افزاری قابل مقایسه با کتابخانه‌های بزرگ نرم‌افزاری کمودور ۶۴ و کمودور وی‌آی‌سی-۲ بود.
بدنه مدور رایانه high profile CBM-II بعد از مدتی با طراحی مجدد در نسخه‌های جدیدتر رایانه‌های کمودور پی‌ای‌تی استفاده شد